# Africký hřbitov na Higgs Beach
Africký hřbitov na Higgs Beach je historický hřbitov na Key West na Floridě. Jsou zde hroby Afričanů, kteří zemřeli poté, co byli zachráněni v roce 1860 ze zajatých otrokářských lodí. Hřbitov byl objeven v roce 2002 radarem pronikajícím do země. Během dalších průzkumů v roce 2010 bylo v okolí nalezeno nejméně dalších 100 hrobů.
Dne 26. června 2012 byl uveden v National Register of Historic Places.